# Dr. Holl
Pour plus de détails, voir Fiche technique et Distribution.
Dr. Holl est un film allemand réalisé par Rolf Hansen, sorti en 1951.

## Synopsis
L'industriel Alberti est un homme très riche, il a cependant un grand problème, il s'appelle Angelika. Sa fille fragile et anémique est gravement malade et souvent alitée. Alberti donnerait toute sa fortune pour pouvoir quelque chose. Ils ont consulté de nombreux médecins, mais tous les efforts sont vains. Les médecins ont abandonné depuis longtemps. Le père trouve un soutien avec Helga, une étudiante, qui travaille comme infirmière. Son fiancé mène des recherches intensives pour trouver des remèdes.
Il s'agit du docteur Holl, qui semble sur la bonne voie pour devenir un grand médecin. Quand il entend parler du cas "désespéré" d'Angelika Alberti, il est prêt à se concentrer entièrement sur elle. Helga persuade Holl d'aller au château d'Alberti pour voir la malade et se lancer dans sa recherche. Alberti se montre un généreux bienfaiteur pour toutes les dépenses, y compris la construction d'un laboratoire. Lorsque Angelika, qui ne sait rien de la relation entre Holl et Helga, tombe amoureuse de son futur sauveur, Helga est prête - pour un temps - de laisser Holl. Holl est prêt à épouser Angelika, pour qu'elle meurt dans la joie. Helga a confiance, elle croit que ce mariage ne durera pas.
Holl parvient finalement à développer le sérum nécessaire à la guérison d'Angelika. Elle se rétablit jour après jour. Elle joue du piano et chante, elle se voit un avenir commun avec le Dr. Holl. Helga est consternée. Elle comprend que l'amour continue au-delà de la maladie. Holl, qui ressent le besoin de se retirer, délaisse Helga, ce qu'elle accepte à contrecœur. M. Alberti est si ravi des derniers événements (la guérison et le mariage de sa fille) que, quand il voit le désarroi de Helga, il dépense pour elle de quoi faire un hôpital. Helga se décide à devenir une femme contemporaine et à mener une carrière professionnelle.

## Fiche technique
- Titre : Dr. Holl
- Réalisation : Rolf Hansen
- Scénario : Thea von Harbou
- Musique : Mark Lothar
- Direction artistique : Robert Herlth
- Photographie : Franz Weihmayr
- Son : Friedrich Wilhelm Dustmann
- Montage : Anna Höllering
- Production : Friedrich A. Mainz (de)
- Sociétés de production : Fama-Film
- Société de distribution : Nord-West Film-Produktion
- Pays d'origine :  Allemagne de l'Ouest
- Langue : allemand
- Format : Noir et blanc - 1,37:1 - Mono - 35 mm
- Genre : Drame
- Durée : 102 minutes
- Dates de sortie :
  -  Allemagne de l'Ouest : 23 mars 1951.
  -  Suède : 17 novembre 1951.
  -  Finlande : 14 mars 1952.
  -  France : 17 avril 1953[1].
  -  Danemark : 27 mai 1953.
  -  Estado Novo (Portugal) : 23 juillet 1954.

## Distribution
- Dieter Borsche : Dr. Holl
- Maria Schell : Angelika Alberti
- Heidemarie Hatheyer : Helga Römer
- Carl Wery : M. Alberti
- Otto Gebühr : Professeur Amriss
- Franz Schafheitlin : Professeur Godenbergh
- Lina Carstens : M. von Bergmann
- Gerd Brüdern (de) : Corvus, l'assistant de Holl
- Claire Reigbert (de) : Margret, la gouvernante
- Adrian Hoven : Tonio, le jardinier
- Marianne Koch : Anna Zoie
- Gustav Waldau (de) : Le prêtre

## Histoire
Dr. Holl est tourné entre octobre 1950 et janvier 1951 dans les studios de Bavaria Film et en extérieur à Sorrente et à Rome.
Dr. Holl est un film important dans l'histoire du cinéma de la jeune République fédérale pour plusieurs raisons. Son succès commercial donne lieu à un genre de films mettant en scène un médecin souvent chevaleresque, comme Sauerbruch – Das war mein Leben, réalisé par Rolf Hansen, sorti en 1954, qui s'étale jusqu'au milieu des années 1960.

## Source de la traduction
- (de) Cet article est partiellement ou en totalité issu de l’article de Wikipédia en allemand intitulé « Dr. Holl » (voir la liste des auteurs).